# Neta Rivkin
Neta Rivkin (en hébreu : נטע ריבקין) est une gymnaste rythmique israélienne, née le 19 juin 1991 à Petah Tikva .

## Biographie
Elle est le porte-drapeau de la délégation israélienne aux Jeux olympiques d'été de 2016.

## Palmarès

### Championnats du monde
- Montpellier 2011
  -  médaille de bronze au cerceau.

### Championnats d'Europe
- Minsk 2011
  -  médaille d'argent aux massues.

### Jeux européens
- Bakou 2015
  -  médaille de bronze au cerceau.